# Wohn- und Wirtschaftsgebäude Fehrenbrucher Kamp 1

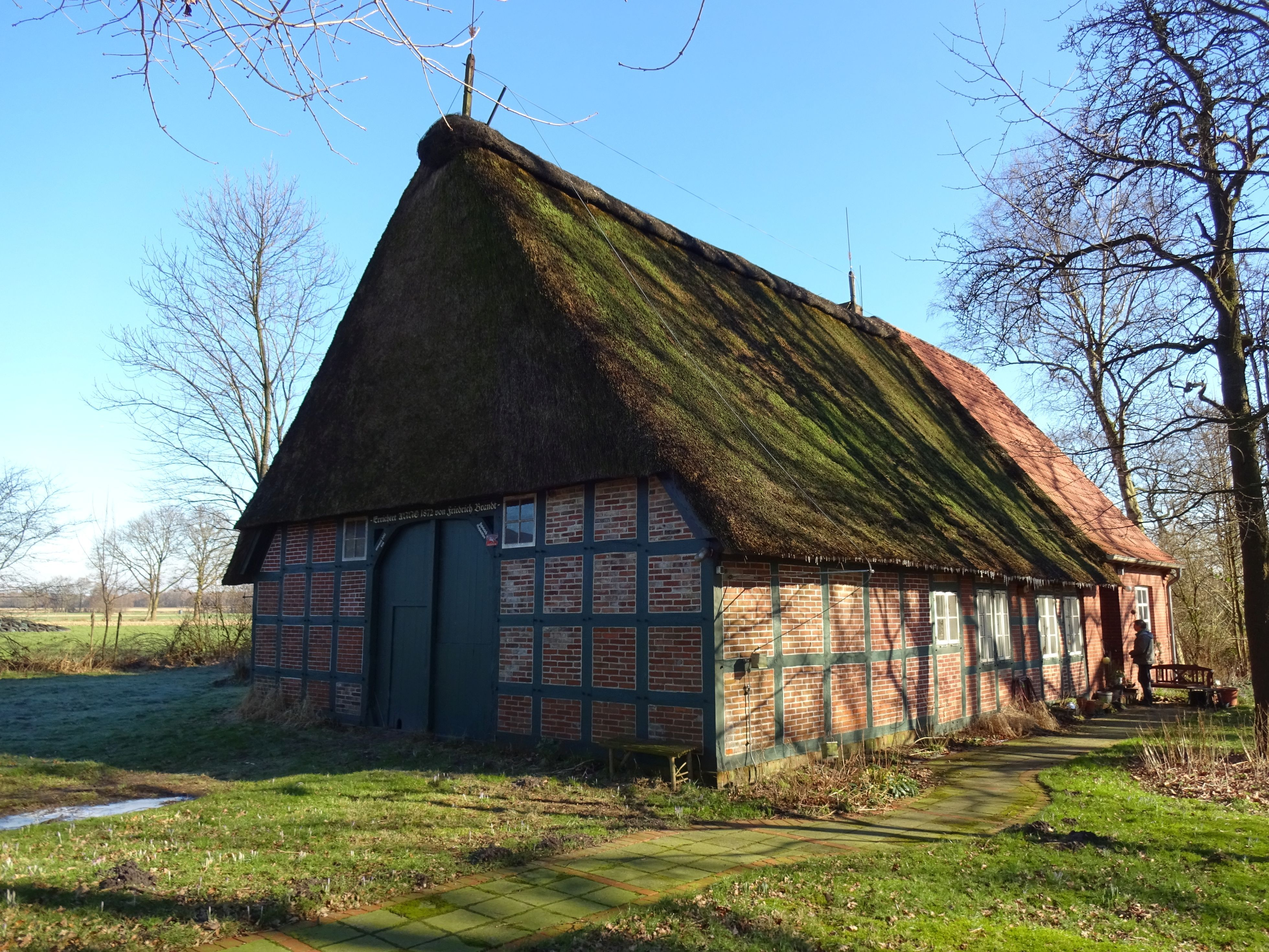
West- und Südfassade (2016)

Das Wohn- und Wirtschaftsgebäude Fehrenbrucher Kamp 1 in der niedersächsischen Gemeinde Anderlingen, Ortsteil Fehrenbruch, wurde im dritten Drittel Mitte des 19. Jahrhunderts gebaut. Aktuell (2025) wird es zum Wohnen genutzt.
Das Gebäude steht unter Denkmalschutz (siehe auch Liste der Baudenkmale in Anderlingen).

## Geschichte und Beschreibung
Die Gemeinde Anderlingen wurde erstmals im 12. Jahrhundert erwähnt. Fehrenbruch entwickelte sich als Moorkolonie nach 1830 bei der jeder Neusiedler 15 ha Land erhielt und dort sein Hallenhaus erstellte.
Das eingeschossige giebelständige Gebäude an einer Stichstraße als Zweiständer-Hallenhaus in Fachwerk mit Steinausfachungen mit reetgedecktem Walmdach und Grooter Door wurde 1872 (Inschrift) gebaut und 1958 am Wohnteil verlängert, hier mit einem pfannengedeckten Satteldach.
Das Landesdenkmalamt befand u. a.: „… ein regionstypisches Hallenhaus der zweiten Hälfte des 19. Jahrhunderts in Zweiständerkonstruktion … .“